# ミナスチーズ

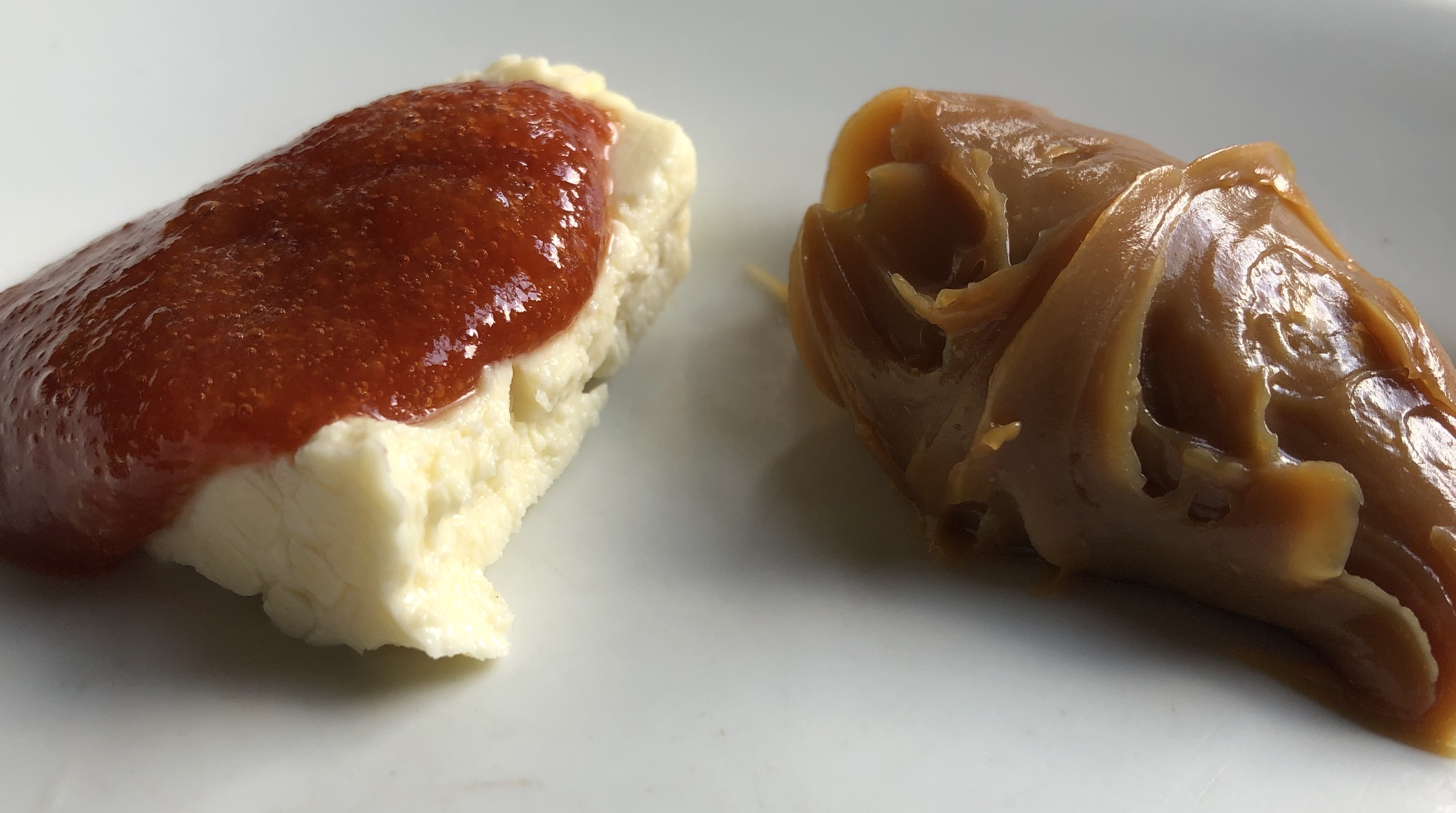
ロミオとジュリエット（左）とドゥルセ・デ・レチェ（右）

ミナスチーズ（英語: Minas cheese、ポルトガル語: queijo minas / queijo-de-minas、発音 [ˈkejʒu (dʒi) ˈmĩnɐs]）は、ブラジルのミナス・ジェライス州で伝統的に生産されてきたチーズの一種である。2024年、その製造方法はユネスコの無形文化遺産に登録された。
品種は3種類あり、フレスカル（ポルトガル語: frescal、フレッシュチーズ）、メイア・クーラ（葡: meia-cura、半熟成チーズ）、クラード（葡: curado、熟成チーズ）と名付けられている。第4の品種として、ケージョ・パダラオ（葡: queijo padrão、「標準的な」チーズ）という最近開発されたものがあり、ブラジルのほぼすべてのスーパーマーケットや食料品店で見かけることができる。ケージョ・パダラオはフレスカルに似ているが、それほどジューシーではなく軟らかくマイルドで、一般的に塩味も少ない。
ミナスチーズは伝統的な製法によって牛乳から作られる。かつては、野外で自然熟成させるか、あまり多くはなかったが、オーブンで熱を加えて乾燥させていた。主に、より健康的な食生活を送りたい人やダイエット中の人、さらには胃炎の人におすすめのチーズである。
フレスカル・チーズは、その名のとおりに、仕込みから4-10日ほど経った、まだ白くて軟らかい、かなりフレッシュな状態で提供される。良いフレスカルは、ジューシーで軟らかく（弾力はなく）わずかに粒状で、味がマイルドである。生産者によって塩味は大きく異なるかもしれない。
料理には向かないが、牛肉や豚肉と和えたり（乳清が味を変える）、醤油などのソースと一緒に弾力が出るまで焼くなど、幅広いレシピの材料として使われる。サンドウィッチ、ペイストリー、クレープに使えるが、熱を加えると筋っぽくならずに少し弾力が出る。飼育された七面鳥の胸肉やその他の低脂肪のランチョンミート、調理した玉ねぎ、トマト、ルッコラや調理したホウレンソウなど味の濃い野菜とよく合う。
クラード・チーズは、乳清が蒸発し、チーズが固まって黄色味を帯びたら食べごろである。良質なクラード・チーズは、芯が白く、小さな気泡があり、フレスカルよりもやや粒状で、苦味の強いものでなければならない。料理に最適で、パステルやポン・デ・ケイジョなど、あらゆる種類の多種多様な料理に使われる。
フレスカル・チーズは、しばしばクインス・チーズに似たグアバで作った甘い製品であるゴイアバーダと共に供される。この2つの味を組み合わせたものは「ロミオとジュリエット」という料理として知られ、この組み合わせはそのまま食べることもできるし、ケーキやパイ、アイスクリームなど様々な料理に使うこともできる。フレスカル・チーズはまた、他の形のジャム（フルーツプリザーブ）やドゥルセ・デ・レチェともよく合う。